# Außenpolitik der Volksrepublik China
(zur chinesischen Außenpolitik vor Gründung der Volksrepublik siehe → Chinas Außenpolitik vor Gründung der Volksrepublik)
Die Außenpolitik der Volksrepublik China (kurz: VR China) hat seit deren Gründung im Jahr 1949 grundlegend unterschiedliche Phasen durchlaufen. Die VR China ist als zweitbevölkerungsreichstes Land der Welt, als zweitgrößte Volkswirtschaft der Welt, als größter Energieverbraucher der Welt, als Atommacht und ständiges Mitglied im Sicherheitsrat der Vereinten Nationen einer der wesentlichen Akteure der internationalen Politik.
Als vorrangige Ziele prägen die chinesische Außenpolitik die Wahrung der nationalen Interessen, die Schaffung eines günstigen Umfelds für die innere Entwicklung des Landes und die Ausweitung des Einflusses im weltweiten Wettbewerb in politischer, wirtschaftlicher, militärischer und kultureller Hinsicht. Die offizielle Linie der chinesischen Führung lautet, dass „unbeirrt eine unabhängige Außenpolitik des Friedens verfolgt“ wird. Ein Beispiel für außenpolitische Entscheidungen, die von der „Souveränität und territorialen Integrität“ geleitet werden, ist die Nichtaufnahme diplomatischer Beziehungen zu Staaten, die die Republik China anerkennen; Taiwan sei eine abtrünnige Provinz der Volksrepublik. Weitere Themen, bei denen die chinesische Maxime der kompromisslosen Verfolgung der Eigeninteressen konfliktträchtig wurden, sind die Wahrung demokratischer Grundlagen in der Sonderverwaltungszone Hongkong, die Lage der Menschenrechte in dem autonomen Gebiet Xinjiang (Uiguren), Gebietsansprüche im Südchinesischen Meer und der Status von Tibet. Ferner führt der außenwirtschaftliche Expansionismus der VR China zu offener Eskalation von Gegensätzen mit den Vereinigten Staaten und der Europäischen Union. Den internationalen Bemühungen zur Eindämmung von Schadstoffemissionen, die zur Erderwärmung führen, steht die VR China zurückhaltend gegenüber.
Die VR China unterhält zu 178 der 193 Mitgliedstaaten der Vereinten Nationen und dem Staat Palästina volle diplomatische Beziehungen. Sie hat die zweitgrößte Zahl diplomatischer Vertretungen aller Staaten der Welt.
Seit Ende der 2010er Jahre schließt China gemäß der öffentlichen Meinung als zweite Supermacht zu den USA auf, der Konflikt zwischen den Bündnissen beider Staaten wird teilweise als Zweiter Kalter Krieg bezeichnet. Als Gegenspieler der USA-geführten NATO gilt vermehrt die China-geführte Shanghaier Organisation für Zusammenarbeit (SOZ bzw. SCO). Im Gegensatz zum ersten Kalten Krieg ist Russland nun Juniorpartner von China.

## Schwerpunkte und Entwicklung

### Anfang nach der Gründung der Volksrepublik 1949
Erst mit Erlangung der Staatlichkeit als Volksrepublik China am 1. Oktober 1949 gelang es dem Land, vom Spielball zum Akteur der Weltpolitik zu werden. Im tief sitzenden, traditionellen Selbstverständnis Chinas ist es das „Reich der Mitte“; am Tor des Himmlischen Friedens (chinesisch 天安門 / 天安门, Pinyin Tiān'ānmén) in Peking liegt dieser Auffassung entsprechend nicht nur der Mittelpunkt des Landes (Reiches), sondern der Welt. Mit Verkündung der Volksrepublik erklärte Mao Zedong China für befreit von fremder Einflussnahme und in Einheit und Würde als unabhängig.
Obwohl sich die Führung unter Mao in der Anfangszeit vor allem Fragen der inneren Ordnung zuwenden musste, griff die VR China am 25. Juni 1950 aktiv in den Koreakrieg ein. Die amerikanisch geführten Truppen der Vereinten Nationen hatten die Nordkoreaner bis an den Grenzfluss zu China, den Yalu zurückgedrängt. Zunächst rund 200.000 chinesische „Freiwillige“, im weiteren Verlauf weitere 500.000, drängten an der Seite der Nordkoreaner die UN-Truppen bis zum 38. Breitengrad zurück. Die VR China hatte sich so kurz nach ihrer Gründung als kommunistisches Bruderland und Gegenpol zu der westlichen Führungsmacht USA und die internationale Staatengemeinschaft der UN positioniert; sie war in die Weltpolitik eingetreten. Als Reaktion auf das Eingreifen der VR China in Korea erkannte der amerikanische Präsident Truman die Republik China (Taiwan) als die „einzige legale Regierung Chinas“ an. Das Thema der Ein-China-Politik hatte die internationale Ebene erreicht. Mao reagierte mit der Ausweisung aller noch in China befindlichen westlichen Ausländer und Enteignung aller von ihnen gegründeten oder betriebenen Einrichtungen wie Schulen und Krankenhäuser. Dieser völlige Bruch mit dem Westen sollte bis zum Jahr 1972 andauern.
Im Februar 1950 hatte die VR China einen Freundschaftsvertrag mit der Sowjetunion geschlossen. Der Gedanke an eine enge Partnerschaft auf der Grundlage ideologischer Nähe wurde jedoch obsolet, als die Moskauer Führung 1959 bei einem Gipfeltreffen in Camp David mit den USA eine „Friedliche Koexistenz“ vereinbarten. Im Jahr 1960 kam es zum Bruch mit der Sowjetunion und die VR China war faktisch international isoliert. Diese Isolation blieb vor allem wegen der inneren Lähmung des Landes durch die Kulturrevolution bis Ende der 1960er Jahre bestehen. Ab dem Jahr 1966 hatte die Sowjetunion angesichts der für das eigene Land besorgniserregenden Geschehnisse in der VR China am Grenzfluss Ussuri verstärkt Truppen stationiert und es kam 1969 zu tatsächlichen Kampfhandlungen mit chinesischen Grenztruppen. Die sowjetischen Bedrohung wurde nach außen zum bestimmenden Element und bei Mao reifte die Einsicht, die Außenpolitik des Landes auf eine neue Basis zu stellen.

### Rückkehr in die Weltpolitik 1971

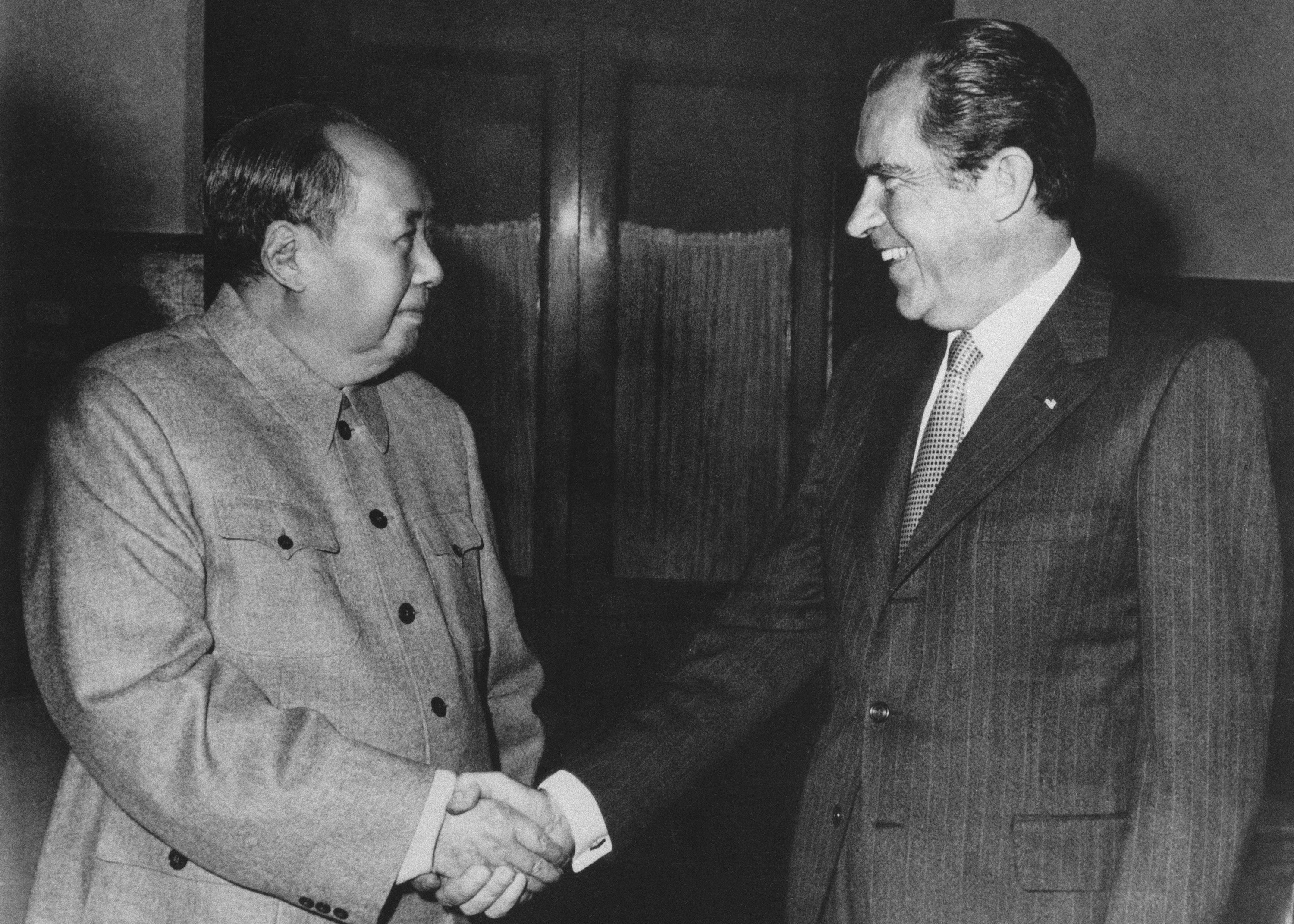
Richard Nixon trifft Mao Zedong (1972)

Die Sowjetunion wurde in Peking nun als Hauptgegner und wesentliche Bedrohung gesehen. Premierminister Zhou Enlai (der bis 1958 auch Außenminister gewesen war) wandte sich mit Billigung Maos einer Annäherung an die USA zu, was auf Planungen für einen Besuch von Präsident Nixon im Jahr 1972 zulief. Dabei halfen 1971 entstandene freundschaftliche Kontakte im Bereich des Sports, die sogenannte Ping-Pong-Diplomatie. Der amerikanische Außenminister Kissinger hatte einen vertraulich behandelten Besuch in Peking gemacht, wie am 11. Juli 1971 bekannt wurde. Am 25. Oktober 1971 wurde die VR China – bei gleichzeitigem Ausscheiden der Republik China (Taiwan) – Mitglied der Vereinten Nationen, woraufhin in schneller Folge diplomatische Beziehungen zu Japan und anderen westlichen Staaten als Ende der Isolation aufgenommen wurden. Richard Nixons Staatsbesuch fand im Februar 1972 statt und führte zu der einvernehmlichen Feststellung, dass es gemeinsame strategische Interessen gegenüber den Hegemoniebestrebungen anderer Mächte im asiatisch-pazifischen Raum gäbe. Als Geschenk erhielt Nixon, wie später andere Staatsoberhäupter auch, ein Pärchen Panda-Bären; aus diesen Gesten entstand der Begriff der Panda-Diplomatie.
Im April 1974 brachte die VR China eine Initiative in den Vereinten Nationen ein, nämlich die von Mao entwickelte und von Deng Xiaoping dort vorgestellte Theorie der drei Welten. Diese das chinesische Weltbild in den 1970er und 1980er Jahren bestimmende Theorie besagte, dass die erste Welt aus den beiden konkurrierenden Supermächten USA und UdSSR bestand, die zweite Welt von den kleineren – jeweils von einer der Supermächte abhängigen – Industriestaaten gebildet wurde und der sogenannten dritten Welt (einschließlich China), die wirtschaftlich ausgeplündert rückständig blieb. Ziel sollte es sein, dass zweite und dritte Welt ihre Interessen gemeinsam gegenüber den Supermächten vertreten. Dabei blieb China deutlich näher bei den USA, indem sie weiterhin die Sowjetunion und ihre Politik als größte Gefahr für den Weltfrieden hinstellte. Im November 1977 bezeichnete Deng Xiaoping die Sowjetunion als die „bösartigere, abenteuerlichere und raffiniertere Supermacht“ und „gefährlichste Quelle eines Weltkrieges“.

### Öffnungspolitik unter Deng Xiaoping ab 1978

Deng Xiaoping und Jimmy Carter, 29. Januar 1979

Die Reform- und Öffnungspolitik der VR China (Öffnung nach außen, Reformen im Innern), die der nun als „Überragender Führer“ fest im Sattel sitzende Deng Xiaoping mit dem Ausspruch „Reich werden ist glorreich“ eingeleitet hatte, machte engere und vertiefte Beziehungen mit den westlichen Industrienationen erforderlich. 1979 kam es zur Wiederaufnahme der diplomatischen Beziehungen mit den USA. Die Amerikaner brachen gleichzeitig die Beziehungen zur Republik China ab und kündigten den Freundschaftsvertrag von 1954. Mit Japan hatte die VR China 1978 einen Friedensvertrag geschlossen.
Der wirtschaftliche Aufschwung und die Weltmarktfähigkeit der VR China sollte durch das Einwerben westlicher Technologie und Kapital international tätiger Großunternehmen durch die Zulassung von Investitionen sichergestellt und beschleunigt werden. Hinzu kam wissenschaftlicher Austausch und beginnender Tourismus. Die Erfolge waren offenkundig: Von 1978 bis 1990 versechsfachte sich das chinesische Außenhandelsvolumen von 21 auf 115 Milliarden Dollar. Der Anteil der Industrieproduktion an der volkswirtschaftlichen Gesamtleistung überstieg den traditionell dominierenden Beitrag der landwirtschaftlichen Produktion rasch und deutlich. Dabei wurde die Öffnung zunächst streng auf eine Anzahl von Küstenstädten und dort angelegte Wirtschaftsentwicklungsgebiete (z. B. Pudong in Shanghai) beschränkt und anhand der dort gemachten Erfahrungen Schritt für Schritt ausgeweitet.
Ab 1982 entstanden nach dem Bruch des Jahres 1960 wieder Kontakte mit der Sowjetunion. In Konsultationen kam es China darauf an, drei Hindernisse auf dem Weg zu einer Normalisierung der Verhältnisse auszuräumen: Die sowjetischen Streitkräfte an der chinesischen Grenze sollten reduziert werden, die UdSSR sollte sich aus Afghanistan zurückziehen und ihre Unterstützung der vietnamesischen Invasion in Kambodscha einstellen. Der im März 1985 in Moskau an die Macht gekommene Gorbatschow räumte China Priorität in seiner Asienpolitik ein. Trotzdem dauerte es bis Mai 1989, bis der Streit bei einem Besuch Gorbatschows in Peking formell beigelegt wurde.
Mit der Niederschlagung der chinesischen Demokratiebewegung am 4. Juni 1989 (als Tian’anmen-Massaker bekannt), kam es zu einer außenpolitischen „Eiszeit“, d. h. einem Stillstand aller zwischenstaatlichen Kontakte auf Regierungsebene, die bis Ende 1991 währte. Der in dieser Zeit eintretende Zerfall des sogenannten Ostblocks und der Sowjetunion selbst sowie die damit verbundenen grundlegenden Veränderungen der politischen Weltkarte forderten ohnehin eine Überprüfung der chinesischen Position.

### Absicherung des wirtschaftlichen Aufstiegs ab 1992
Deng Xiaoping sah sich nicht nur in der KPCh Kritikern gegenüber, die als Ursache für die Demokratiebewegung die Öffnungspolitik anprangerten und danach riefen, diese rückgängig zu machen. Auch die Sanktionen der westlichen Länder wurden als Beleg für das Scheitern des Gedankens intensiver internationaler Zusammenarbeit herangezogen. Es gelang Deng, besonders mit seiner Inspektionsreise in den Süden 1992, ein Zeichen für die Weiterführung seiner Reformpolitik hin zu einem „Sozialismus chinesischer Prägung“ zu setzen. Dies wiederum bewirkte im Ausland die Bereitschaft, die Beziehungen zu normalisieren und die wirtschaftlichen Möglichkeiten der VR China zunächst als „Werkbank der Welt“ vermehrt zu nutzen.
Nachdem Deng sich durchgesetzt hatte und die Öffnungspolitik besonders im wirtschaftlichen Bereich neue Impulse erhalten hatte, setzte angesichts der Vorteile, die das niedrige Niveau der Produktionskosten in der VR China für die Auslagerung der Fertigung für die bestehenden Absatzmärkte und die Erwartung eines gigantischen chinesischen Marktes darstellte, eine Art Wettlauf westlicher Unternehmen in Richtung China statt. Die durchweg staatlich regulierte chinesische Seite legte es internationalen Investoren nahe, die politische Unterstützung ihrer eigenen Regierungen zu suchen. Die Rolle fremder Missionen in der VR China war nunmehr in erster Linie die der Handels- und Investitionsförderung. China verstand es, Investoren und ihre Projekte effizient in abgestufter Weise mit Aufmerksamkeit zu empfangen: Von Regierungschefs geleitete besuchende Delegationen wurden im Namen des Staatsrat von der Staatlichen Planungskommission betreut; Minister und Vorstände von weltweit agierenden Großunternehmen konnten die Aufmerksamkeit des (Außen-)Handelsministeriums erwarten, während Beamte und Geschäftsleute niedrigeren Rangs vom China Council for the Promotion of International Trade wahrgenommen wurden. Diese Einteilung war von entscheidender Bedeutung, da Terminvereinbarungen stets nur von einer der genannten „gastgebenden Einheiten“ zu erlangen waren. Auf diese Weise behielten die Gastgeber auch eine komplette Kontrolle über die Aktivitäten ihrer Gäste.
Die Auffassung der VR China, die Republik China (Taiwan) sei eine abtrünnige Provinz, mit der der Bürgerkrieg nicht beendet sei, führte und führt immer wieder zu schweren Belastungen der bilateralen Beziehungen zu Drittländern. Neben militärischen Machtgebärden schlagen diese stets und unmittelbar auf die wirtschaftlichen Beziehungen durch, da der chinesische Staat sich in den Bereichen Handel und Investitionen (auch nach Beitritt zur WTO) Eingriffsmöglichkeiten gesichert hat. Als die USA im Jahr 1992 entschieden, Jagdbomber an Taiwan zu liefern und sie 1995 den Präsidenten Taiwans, Lee Teng-hui, zu einem als „privat “bezeichneten Besuch empfingen, wurden amerikanische Firmen von einer Reihe lukrativer Projekte auf dem Festland ausgeschlossen. So ging es auch französischen Unternehmen, als Paris Mirage Kampfbomber an Taiwan lieferte. Die deutsche Bundesregierung verweigerte deutschen Rüstungsfirmen im Jahr 1992 ein Geschäft mit U-Booten und Korvetten für die Marine Taiwans. Der deutschen Wirtschaft wurde daraufhin bei einem Besuch von Bundeswirtschaftsminister Rexrodt von der damaligen chinesischen Handelsministerium Wu Yi ein vorteilhaftes 10-Punkte für die Vertiefung der Zusammenarbeit unterbreitet. Im Jahr 2021 entschied die Regierung von Litauen, in Vilnius ein offizielles Vertretungsbüro von Taiwan zuzulassen. Die VR China beorderte daraufhin zunächst ihren Botschafter zur Berichterstattung nach Peking und stufte schließlich die diplomatischen Beziehungen auf die Ebene von Geschäftsträgern herab.
Auch in Bezug auf die Lage in Tibet berücksichtigte die deutsche Bundesregierung und die Koalition im Bundestag die Haltung der VR China. Im Jahr 1994 wurde ein Auftritt des im Exil befindlichen religiösen Führers der Tibeter, des Dalai Lama, im Zusammenhang mit einer Erörterung von Menschenrechtsverletzungen in dem autonomen Gebiet durch den damaligen Bundesaußenminister Kinkel abgesagt. 1995 lehnte Kinkel bei einer inoffiziellen Begegnung den traditionellen Schal Khata ab. Im Jahr 2007 hatten sich die außen- und wirtschaftspolitischen Rahmenbedingungen dann so weit gewandelt, dass der Dalai Lama nicht nur von einigen Ministerpräsidenten (Rüttgers, Koch) empfangen wurde, sondern an einem Sonntag auch zu einem 60-minütigen privaten Meinungsaustausch von Bundeskanzlerin Merkel im Kanzleramt zusammentraf.
Der überwiegende Anteil der chinesischen Exporte wurde in den 1990er Jahren über Hongkong als Durchgangshafen verschifft. Bereits 1984 hatte die Kolonialmacht Großbritannien mit der VR China auf der Basis der von Deng entwickelten „Ein Land, zwei Systeme“ Theorie die Rückgabe sowohl der gepachteten New Territories als auch der Kronkolonie selbst vereinbart. Entsprechend entstand am 1. Juli 1997 die Sonderverwaltungszone Hongkong mit garantierten, in einem Grundgesetz niedergelegten demokratischen Rechten für mindestens weitere 50 Jahre. Ähnlich verhielt es sich mit der portugiesischen Kolonie Macau, deren Rückgabe 1987 für das Jahr 1999 vereinbart wurde.

### China als Großmacht
Die Mitte 1997 nicht mehr aufzuhaltende Asienkrise, eine Finanz-, Währungs- und Wirtschaftskrise Ost- und Südostasiens, betraf in erster Linie die so genannten Tiger- und Pantherstaaten. Die VR China konnte sich bei geschickter Vermeidung einer Abwertung der Landeswährung Yuan unter Führung des wirtschaftlich versierten Ministerpräsidenten Zhu Rongji in einer Weise vor ihren Auswirkungen schützen, dass sie in der Folge als regionale Führungsmacht noch vor Japan da stand. Als der amerikanische Präsident Clinton 1998 China einen offiziellen Besuch abstattete, titelte die International Herald Tribune: „Von nun ist China der Führer Ostasiens, nicht Japan.“
Der VR China gelang es auch, die im Jahr 2007 ausgebrochene Weltfinanzkrise durch frühzeitiges Stabilisierungsmaßnahmen vergleichsweise gut zu meistern. Der Staatsrat verabschiedete einen Plan, unter Verwendung von vier Billionen Yuan (586 Mrd. Dollar) die „Verteidigung von acht Prozent Wirtschaftswachstum“ insbesondere durch die Erhöhung der Inlandsnachfrage sicherzustellen. Unter Federführung der Nationale Entwicklungs- und Reformkommission (NDRC) wurde die Verwendung der Mittel strategisch zwischen Zentralregierung und Provinzen ausgehandelt. Nachdem sich die Aufmerksamkeit der Weltöffentlichkeit im Jahr 2008 auch wegen der Abhaltung der Olympischen Spiele in Peking auf das Land gerichtet hatte, konnten so Erfolge verbucht werden, die das Ansehen Chinas in der Welt und damit sein außenpolitisches Gewicht auf eine neue Ebene hoben.
Mit Gründung der Shanghaier Organisation für Zusammenarbeit im Jahr 2001 hatte die VR China bereits einen Schritt hin zu einer aktiven Rolle in der Sicherung regionaler Stabilität getan. Gemeinsam mit Russland entstand ein Forum für konstruktive Zusammenarbeit mit zentralasiatischen Nachfolgestaaten der UdSSR.
Die VR China begab sich auch in der Problematik der Nuklearrüstung Nordkoreas in eine gewisse Vermittlerrolle, indem sie seit 2003 die sogenannten Sechs-Parteien-Gespräche entscheidend begleitete. Sie verfolgte dabei die Ziele, eine erneute militärische Auseinandersetzung auf der koreanischen Halbinsel zu verhindern, Chaos in der unmittelbaren Nachbarschaft zu vermeiden und dort keine Nuklearwaffen zuzulassen. Mit der Beibehaltung des Status quo, mit Nordkorea als Pufferzone zwischen sich selbst und einem mit den USA verbündeten Südkorea, will Peking die nordostasiatische Region stabilisieren.
Seit 2013 verfolgt die VR China das Projekt „Neue Seidenstraße“, das vordergründig dem weiteren Ausbau der Handelswege zwischen Ostasien und Europa dienen soll, daneben jedoch auf der Grundlage sehr großer Investitionen Abhängigkeiten und Einflussmöglichkeiten in Partnerländern herstellen soll. Als Beispiel wird der wichtigste griechische Hafen, Piräus, genannt, den Staatsunternehmen der VR China komplett übernommen haben. Auch die Hamburger Hafen und Logistik AG (HHLA) nahm die chinesische Staatsreederei COSCO mit 100 Millionen Euro als 35 % Partner herein. Im Gegenzug sind ausländische Direktinvestitionen in der VR China nach wie vor beschränkt. Auch das neue Investitionsgesetz (Foreign Investment Law), das zum 1. Januar 2020 in Kraft getreten ist, spricht zwar von Marktöffnung und dem Fortfall des bislang im Genehmigungsprozess erzwungenen Technologietransfers ausländischer Investoren. Wirkliche Gleichbehandlung ausländischer und inländischer Unternehmen ist aber laut Abschlusserklärung des EU-China-Gipfels vom April 2019 nicht zu erkennen. Die chinesische Seite signalisierte dort Entgegenkommen bei Marktzugang und Industriesubventionen; konkrete Schritte hält die EU jedoch für zweifelhaft. Das außenwirtschaftliche Ungleichgewicht führte im Jahr 2018 zu einem offenen Handelskonflikt zwischen den Vereinigten Staaten und der Volksrepublik China, in dem unter anderem mit der Verhängung von Strafzöllen gearbeitet wurde. Anfang 2020 kam es zu einer Einigung, die Kritikern folgend kaum in Einklang mit WTO-Regeln stehen dürfte und zu Lasten Dritter, unter anderem der EU, gehe.
Das unter der Führung von Xi Jinping gewachsene und offen zur Schau gestellte Selbstbewusstsein des Landes zeigt sich auch auf dem afrikanischen Kontinent, im südchinesischen Meer und in der Sonderverwaltungszone Hongkong.
- Chinas Afrikapolitik ist von wirtschaftlichen Interessen (Sicherung von Rohstoffen, Erschließung rasch wachsender Absatzmärkte) bestimmt, verfolgt aber auch geopolitische Ziele. Für afrikanische Länder ist Chinas vehemente Verteidigung des Prinzips der staatlichen Souveränität, die dazu beiträgt, die Handlungsspielräume autoritärer Regierungen zu erweitern, politisch bedeutsam. Die Auswirkungen der zunehmenden chinesischen Einflussnahme werden für die Länder des Kontinents als überwiegend negativ bezeichnet. Die Prämissen der chinesischen Außenpolitik stehen im Widerspruch zu dem Bemühen nach Förderung von Demokratie, Konfliktprävention und Transparenz.[41]
- Seit 2011 betreibt die VR China im Südchinesischen Meer eine militärische Expansion, die Sorgen westlicher Regierungen um die Freiheit der Schifffahrt wachsen lassen. Die USA reagieren mit Marineoperationen, die zu heftigem diplomatischen Schlagabtausch führen. Im Jahr 2021 betrieben die USA die Gründung der indopazifischen Sicherheitsallianz AUKUS, was wiederum zu heftiger Ablehnung Pekings führte.[42]
- Bei den Protesten in Hongkong 2019/2020, in denen es zu massiven Demonstrationen gegen die Einschränkung der vermeintlich garantierten Freiheitsrechte (Meinungsäußerung, Versammlungen) ging, griff Peking, seine Hongkonger Statthalterin Carrie Lam unterstützend, ein und zog damit eine Welle negativer Kritik der internationalen Gemeinschaft auf sich.

Ein Problem für die Partner der VR China stellt deren Umgang mit der uigurischen Bevölkerung in der autonomen Region Xinjiang dar. Seit 2018 diskutiert die Weltöffentlichkeit mit wachsender Intensität die offenbar seit Jahren betriebene, nun belegte systematische Unterdrückung und versuchte Umerziehung der Uiguren im Nordwesten der Volksrepublik. Eine Vielzahl von Staaten haben das Vorgehen Pekings offiziell kritisiert. Außenminister Wang Yi sprach seinerseits von „Fehlwahrnehmungen“ des Westens.
In Bezug auf den Invasion der Ukraine durch Russland von 2022 war Chinas Haltung, so der Politikwissenschaftler Junhua Zhang, eine „Gratwanderung“. Unter anderem lehnte China die internationalen Sanktionen gegen Russland ab, erklärte jedoch auch, dass dies nicht bedeute, dass China alle Sanktionen unterlaufe. China lehnte den Einsatz atomarer Waffen ab. Mit einem Staatsbesuch verdeutlichte Präsident Xi Jinping, dass China keine Distanz zu Russland einnimmt. Es wurden im März 2023 einige Abkommen unterzeichnet, mit denen sich China vor allem wirtschaftliche Vorteile sicherte, die das von Sanktionen betroffene Russland unter anderem im Bereich von Energielieferungen einräumte. Beide Länder vereinbarten eine „strategische Partnerschaft“.

## Multilaterale Beziehungen
Im Mittelpunkt der Teilnahme der VR China an multilateralen Prozessen steht für die Pekinger Führung seine regionale Macht auch im internationalen System auszubauen und sein Anteil auf den jeweiligen Aktionsfeldern. Dabei wahrt sie ihre Partikularinteressen teilweise durch Beharren oder aktives Verweigern, trägt zum allgemeinen Nutzen dann bei, wenn sich ein entsprechender Nutzen auch für die Volksrepublik ergibt, bspw. im Umweltschutz oder dem internationalen Klimaregime. Auch bei der Beteiligung an Friedens- und Stabilisierungsmissionen der Vereinten Nationen geht es um die Steigerung des internationalen Einflusses. In der Lesart der chinesischen Außenministerium lautet die Einschätzung allerdings, die chinesische Armee sei „eine ausschlaggebende Kraft der UN-Friedensmissionen“. Bei der Förderung der friedlichen Lösung der Dispute, Wahrung der regionalen Stabilität und Sicherheit und Ankurbelung der dortigen sozioökonomischen Entwicklung hätten sie „einen hervorragenden Beitrag“ geleistet.

### Vereinte Nationen und Welthandelsorganisation
Anfang der 1970er Jahre löste die VR China die Republik China als anerkannte Regierung des Landes in den Vereinten Nationen nach der Resolution 2758 ab. Als Atommacht unterzeichnete China den Vertrag über die Nichtverbreitung von Kernwaffen in den Vereinten Nationen und erhielt einen ständigen Sitz im Sicherheitsrat. Besonders bei der Verhängung von Sanktionen sorgt China häufig dafür, dass diese deutlich entschärft werden. Das Veto-Recht des Landes wird eingesetzt, um Resolutionsentwürfe so zu verwässern, dass sie schließlich angenommen werden können. Die VR China lehnt Sanktionen anderer Staaten als 'Einmischung in innere Angelegenheiten' grundsätzlich ab.
Schon 1986 hatte die VR China einen Beitrittsantrag zum Zoll- und Handelssystem GATT gestellt, der jedoch Mangels der chinesischen Bereitschaft, sein eigenes Handelssystem den GATT-Regeln anzupassen, scheiterte. 1995 blieb auch Zhu Rongji ohne Erfolg, als er bei einem Besuch in Washington versuchte, Präsident Clinton mit weitreichenden Liberalisierungsangeboten auf seine Seite für einen Beitritt zu der inzwischen gegründeten Welthandelsorganisation (WTO) zu ziehen. Schließlich gelang es Amerikanern und Chinesen, im September 1999 einen Kompromiss zu finden und bei Gesprächen in Peking den Beitritt zu besiegeln. Den großen Vorteilen, die Chinas Exportwirtschaft aus dem WTO-Beitritt erwuchsen, stehen Zugeständnisse im Bereich der Finanzdienstleistungen gegenüber, die Spielräume für freihändiges Handeln des chinesischen Staats in diesem Sektor deutlich einschränken.

### Internationale Klimapolitik
Chinesische Regierungsvertreter erklären, dass China als inzwischen größter Treibhausgasemittent auch international klimapolitische Verantwortung übernehmen muss und will. Die Herausforderung, sich den enormen Belastungen der Bevölkerung durch Luftverschmutzung, Überschwemmungen und Dürreperioden zu stellen, erscheint innenpolitisch erkannt. Einschneidende strukturelle Veränderungen lassen sich jedoch nicht erkennen. Auch bei internationalen Zusagen zeigt sich, dass Fortschritte von den Impulsen der USA, dem Interessenausgleich mit den Entwicklungsländern und dem Willen der EU abhängen, wichtige Anliegen bilateral statt international voranzutreiben.
Auf der COP26 Klimakonferenz im November 2021 machte sich der mit Abstand größte CO₂-Emittent rar. Anders als die Führer anderer wichtiger Staaten nahm Chinas Xi Jinping nicht teil. Staatschefs und Umweltaktivisten schwiegen dazu. Dabei stelle sich nach Beobachtern am Ende nur eine entscheidende Frage im Klimaschutz: „Was macht China?“ Der amerikanische Präsident Joe Biden nannte die Abwesenheit von Xi „einen großen Fehler“. Aus der chinesischen Delegation kam jedoch der Vorwurf, das Land habe einen politischen Rahmen abgesteckt und einen konkreten Plan zur Verminderung von Emissionen erarbeitet, während andere Staaten sich nur gegenseitig zu vagen Kompromissen gratulierten. Es liegt die Vermutung nahe, dass China die britische COP bei der insbesondere die Frage von Emissionsminderung und weltweiten Klimaschutzmaßnahmen im Mittelpunkt stehen würde, nicht durch Teilnahme Xi Jinpings aufwerten wollte. Gleichzeitig gab die am 10. November 2021 veröffentlichte gemeinsame Erklärung Chinas und der USA zur Zusammenarbeit bei konkreten Klimaschutzmaßnahmen einen entscheidenden Impuls für die Einigung in Glasgow, die insbesondere auch das Verringern der weltweiten Kohlestromkapazitäten sowie den globalen Ausstieg aus der internationalen Kohlefinanzierung bis zum Jahr 2030 beinhaltet – beides Ziele, die insbesondere China vor Herausforderungen stellt. In den Verhandlungen um die noch offenen Regeln, wie das Übereinkommen von Paris umgesetzt werden soll, konnte auch mit chinesischer Zustimmung das Regelbuch von Kattwoitze abgeschlossen werden. Bei COP 25 in Madrid war dies insbesondere noch an den Regeln für eine transparente Berichterstattung am Widerstand Chinas gescheitert.

### Mitgliedschaften
Die VR China ist Mitglied, Partner, Beobachter bzw. Beteiligte in einer Vielzahl internationaler und multilateraler Organisation, Einrichtungen, Abkommen und Untergliederungen:
→ Liste der Mitgliedschaften der VR China in internationalen Organisationen

## Institutionen und Instrumente

### Politische und gesellschaftliche Beziehungen
Auch in der chinesischen Außenpolitik sind Staat und Partei eng verzahnt. Während die wirklich politischen Entscheidungen in einer von der KPCh eingesetzten, dem Staatsrat zuzuordnenden Kommission getroffen werden, ist das Außenministerium ausführendes Organ.

#### Zentrale Kommission für Auswärtige Angelegenheiten
Die Zentrale Kommission für Auswärtige Angelegenheiten (Central Foreign Affairs Commission; CFAC) ging im Jahr 2018 aus der in den 1950er Jahren eingerichteten und 1981 formalisierten Foreign Affairs Leading Small Group (FALSG) hervor. Sie ist für Auswärtige Angelegenheiten die zentrale Institution, die für die Koordinierung der chinesischen Außenpolitik zuständig ist. Ziel der Aufwertung im Jahr 2018 ist es, die Autorität der Kommunistischen Partei zu stärken und die ressortübergreifende Koordinierung der Politik zu verbessern.
Die CFAC genießt mehr Macht als das frühere FALSG. Seit ihrer Einführung in den 1950er Jahren bestand die Aufgabe der kleinen Führungsgruppe darin, die Partei in Bezug auf die Politik zu beraten und deren Umsetzung zwischen allen zuständigen Ministerien und Abteilungen zu koordinieren. Sie wurde jedoch als ineffektiv angesehen, da sie Berichten zufolge von einigen Regierungsstellen regelmäßig umgangen wurde.
Die neue Kommission hielt ihre erste Sitzung am 15. Mai 2018 ab, bei der Xi Jinping selbst als ihr Leiter vorgestellt wurde. Xi rief dazu auf, die zentralisierte und einheitliche Führung der Partei in auswärtigen Angelegenheiten zu stärken, und versprach, die Initiative Neue Seidenstraße weiter zu fördern. Offiziellen Medienberichten zufolge wurden Ministerpräsident Li Keqiang als stellvertretender Leiter der Kommission und der ehemalige Außenminister Yang Jiechi als Leiter des Generalbüros benannt. Vizepräsident Wang Qishan wurde ebenfalls als Mitglied der Kommission genannt.
Der begrenzte Spielraum, den das Außenministerium in der Vergangenheit hatte, um seine eigenen Initiativen umzusetzen und eigene politische Entscheidungen zu treffen, wird deutlich eingeschränkt. Diese erneute Zentralisierung der Macht könnte den außenpolitischen Entscheidungsprozess in China noch ineffizienter machen, da eine zusätzliche hierarchische Ebene entstanden ist. Ferner wird die CFAC ein undurchsichtiges Gremium bleiben, das hinter den Kulissen agiert und für die politischen Entscheidungsträger im Ausland unerreichbar ist. Man wird es auch weiterhin mit chinesischen Diplomaten und Regierungsvertretern zu tun haben, die in den meisten Fragen keine Entscheidungsbefugnis haben und lediglich in der Lage sein werden, den Entscheidungsträgern in der Kommission ihre Informationen vorzulegen.

#### Außenministerium und diplomatischer Dienst

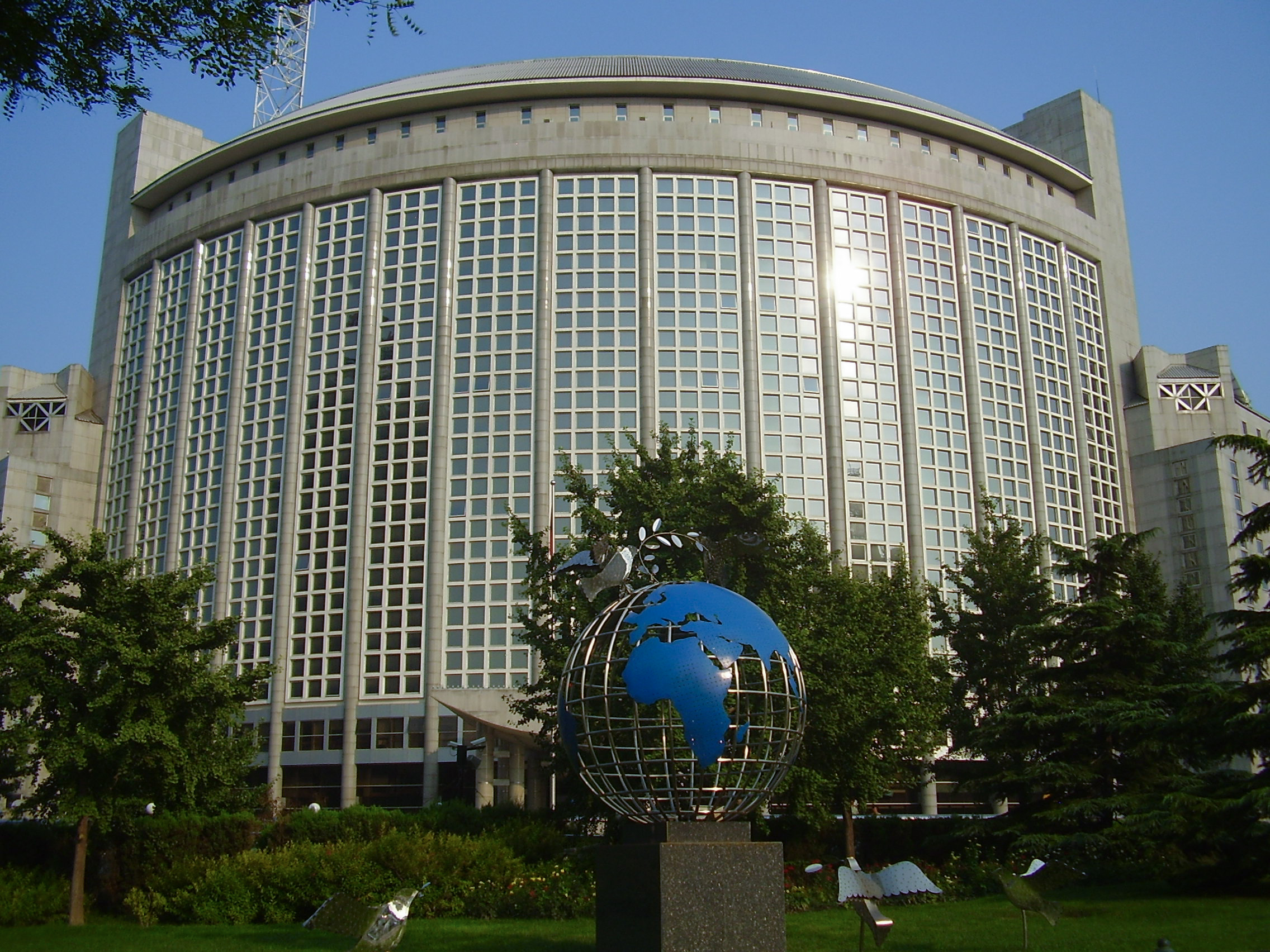
Außenministerium der Volksrepublik China

Das Außenministerium der Volksrepublik China (englisch Ministry of Foreign Affairs, kurz MOFA oder MFA) unterstreicht zu Beginn seines Mission Statements seine Aufgaben: Umsetzung der diplomatischen Grundsätze und Politik des Staates und der damit verbundenen Gesetze und Vorschriften; Wahrung der nationalen Souveränität, Sicherheit und Interessen im Namen des Staates; Wahrnehmung diplomatischer Angelegenheiten im Namen des Staates und der Regierung; Abwicklung diplomatischer Aktivitäten zwischen führenden Vertretern der KPCh und des Staates und ausländischen Staatsoberhäuptern.
Der Einfluss des chinesischen Außenministeriums ist (wie oben dargestellt) sehr begrenzt. Das Außenministerium gilt als erste Anlaufstelle in operativen außenpolitischen Fragen und stellt durch die mittlerweile regelmäßigen Pressekonferenzen, auf denen Informationen über Reisen der politischen Führung, und Veröffentlichungen von wichtigen Reden zur Verfügung gestellt werden, eine offizielle Transparenz her.
Das Außenministerium ist in 24 Abteilungen gegliedert, wobei auffällt, dass es eine Abteilung für Hong Kong, Macao und Taiwan Angelegenheiten gibt, in dem die diplomatischen Angelegenheiten, die Hongkong, Macau und Taiwan betreffen, koordiniert werden. Sie leitet die Arbeit der Büros der Kommissare des chinesischen Außenministeriums in Hongkong und Macau und überwacht die Teilnahme inoffizieller Organisationen des chinesischen Festlands an internationalen Konferenzen und Aktivitäten in Taiwan.
Ein Verzeichnis der Botschaften, Generalkonsulate, Vertretungen bei internationalen Organisationen und sonstige Repräsentanzen mit Namen der Leiter und Erreichbarkeit findet sich auf der Homepage des MOFA.

#### Gesellschaft des chinesischen Volkes für Freundschaft mit dem Ausland (Freundschaftsgesellschaft)
Die Gesellschaft des Chinesischen Volkes für Freundschaft mit dem Ausland wurde am 3. Mai 1953 gegründet. Sie soll das Verständnis und die Freundschaft zwischen dem chinesischen Volk und den Völkern anderer Länder fördern und Zusammenarbeit im wirtschaftlichen, gesellschaftlichen, kulturellen und wissenschaftlich-technischen Bereich zur Wahrung des Weltfriedens betreiben. Ebenso wie das Institut des Chinesischen Volkes für Auswärtige Angelegenheiten ist die Freundschaftsgesellschaft in erster Linie für die Betreuung ausländischer Delegationen und den Kontakt zu in China lebenden Ausländern zuständig. Sie ist jedoch auch bei der Gründung bilateraler Freundschaftsgesellschaften auf regionaler und lokaler Ebene im Ausland aktiv, wobei Beobachter hier das Ziel erkennen wollen, bestimmte Zielgruppen zu korrumpieren.
Die Namensgebung dieser Organisation geht auf den von Stalin geprägten Begriff der „Völkerfreundschaft“ zurück. Im Rechenschaftsbericht des Zentralkomitees der KPdSU 1939 postulierte er als Aufgaben der Außenpolitik u. a., es sei Aufgabe der Partei auf dem Gebiet der Außenpolitik, die internationalen „Freundschaftsbeziehungen mit den Werktätigen aller Länder“ zu festigen. In diesem Sinn ist die Verwendung des Begriffs Freundschaft in der chinesischen Denkweise Sinnbild für gegenseitige Unterstützung und Gemeinsamkeit. Aktiv auf Ausländer zuzugehen, um mit ihnen in eine enge Verbindung dieser Art zu gelangen, wird kritisch als Versuch gewertet, Abhängigkeitsverhältnisse herzustellen.

### Außenwirtschaftspolitik

#### Staatliche Kommission für Entwicklung und Reform (NDRC)
Die Staatliche Kommission für Entwicklung und Reform (englisch: National Development and Reform Commission, NDRC) geht auf die im Jahr 1952 gegründete Staatliche Planungskommission zurück. Sie spielt innerhalb des Staatswesens der VR China als Institution des Staatsrats die wirtschaftspolitisch bedeutendste Rolle. Sie hat den Ministerien gegenüber Weisungskompetenz in allen Fragen von Investitionen, Handel und Kapitalverkehr.

#### Außenhandelsministerium (MOFCOM)
Im Oktober 1949 wurde das Wirtschaftsministerium eingerichtet (Ministry of Economic Affairs; MOEA), das auch für Fragen des Handels zuständig war. Schon einen Monat später folgte die Einrichtung eines besonderen Handelsministeriums (Ministry of Trade), während das MOEA eine Zuständigkeit für die Wirtschaftsfragen Taiwan betreffend erhielt. Das Handelsministerium wurde Im August 1952 in „Außenhandelsministerium “(Ministry of Foreign Trade) umbenannt. Im März 1982 wurde das Außenhandelsministerium mit dem Ministerium für Auswärtige Wirtschaftsverbindungen (Ministry of Foreign Economic Liaison) zusammengelegt: es entstand das Ministry of Foreign Economic Relations and Trade (MOFERT). Im März 1993 wurde das MOFERT in Ministry of Foreign Trade and Economic Co-operation (MOFTEC) umbenannt. Im Frühjahr des Jahres 2003 erfolgte eine weitere Reorganisation, die das Außenhandelsministerium (englisch: Ministry of Commerce; MOFCOM) hervorbrachte.
Das MOFCOM ist für die Leitlinien für den Binnen- und Außenhandel und die internationale wirtschaftliche Zusammenarbeit zuständig. Es arbeitet Gesetze und Verordnungen aus, die den Binnen- und Außenhandel, ausländische Investitionen in China, chinesische Auslandsinvestitionen und die außenwirtschaftliche Zusammenarbeit regeln, Es beschäftigt sich auch mit der Anpassung der chinesischen Wirtschafts- und Handelsgesetze an multilaterale und bilaterale Verträge und Abkommen. Es untersucht die Entwicklungstrends der wirtschaftlichen Globalisierung und der regionalen wirtschaftlichen Zusammenarbeit.
Das MOFCOM aktualisiert und veröffentlicht umfangreiche Leitfäden für ausländische Direktinvestitionen in der VR China. Es berät chinesische Unternehmen bei Investitionen im Ausland, bei denen das Land weltweit führend ist.

#### China-Rat für die Förderung des Internationalen Handels
Der 1952 gegründete China-Rat für die Förderung des Internationalen Handels (China Council for the Promotion of International Trade, CCPIT) ist eine Agentur zur Förderung des Außenhandels und Investitionen im und aus dem Ausland. Hauptaufgaben sind die Umsetzung der wichtigsten nationalen Entwicklungsstrategien und die Förderung des Außenhandels, bilateraler Investitionen sowie wirtschaftlicher und technologischer Zusammenarbeit. Der CCPIT empfängt hochrangige Handels- und Wirtschaftsdelegationen aus dem Ausland; organisiert Delegationsreisen chinesischer Handels- und Wirtschaftsvertreter in das Ausland, veranstaltet Handelsausstellungen im Ausland. Er bietet Rechtsberatung, Schlichtung, Handels- und Seeschiedsverfahren und Ausstellung von Ursprungszeugnissen für Exportprodukte. Im Bereich des geistigen Eigentums ist er bei Patentanmeldung und Markenrechtsschutz unterstützend tätig.
Der CCPIT spielt auch eine Rolle als Genehmigungs- und Aufsichtsstelle für ausländische, nichtstaatliche Handelsvertretungen in China (so die Europäische Handelskammer in China und die vom DIHK betriebene Delegation der Deutschen Wirtschaft).

#### Entwicklungshilfe
Die Entwicklungszusammenarbeit mit der Volksrepublik China erfolgt fast ausschließlich in bilateralen Beziehungen, jedoch kaum auf multilateraler Ebene. So stellt China, anders als manch andere Staaten, kaum Gelder für das Welternährungsprogramm bereit. Humanitäre Hilfen von China sind mit Gegenleistung verbunden und daher nicht uneigennützig.

### Auswärtige Kultur- und Bildungspolitik

#### Konfuzius-Institut
Das Konfuzius-Institut ist nach eigenen Angaben „eine gemeinnützige Bildungseinrichtung, die von chinesischen und ausländischen Partnern gemeinsam getragen wird. Ihr Ziel ist es, die chinesische Sprache zu vermitteln, das internationale Verständnis der chinesischen Sprache und Kultur zu vertiefen und den zwischenmenschlichen Austausch zwischen China und dem Rest der Welt zu fördern.“
Das in der Welt weit gezogene Netz akademischer Partnerschaften wird im Rahmen der Außenpolitik der VR China systematisch genutzt, um Einfluss im Sinne der KPCh auszuüben und Propaganda zu betreiben.